# Andreas (Isle of Man)
Andreas, auch bekannt unter dem Namen Kirk Andreas, ist ein Dorf auf der Isle of Man. Es ist die Hauptsiedlung des gleichnamigen Parish und liegt im Sheading Ayre. Das Dorf ist 5 Kilometer von der Stadt Ramsey entfernt.

## Geografie
Andreas liegt auf einer Höhe von etwa 20 Metern über dem Meeresspiegel in der Mitte der nördlichen Ebene der Insel. Das Dorf befindet sich in einem sandigen Gelände, das als Curragh bekannt ist und im Norden niedrige, abgerundete Hügel aufweist.
Ein ehemaliges RAF-Flugfeld liegt östlich.

## Geschichte
Sowohl das Dorf als auch das Parish haben ihren Namen vom Heiligen Andreas. Beweise für menschliche Besiedlung der Gegend reichen bis in die vorchristliche Zeit zurück. Der bronzezeitliche Ballavarry Burial Mound (ein Grabhügel) befindet sich etwas außerhalb des Dorfes.
Die St Andrew’s Church, die Pfarrkirche für Andreas, wurde höchstwahrscheinlich an der Stelle eines viel älteren frühchristlichen Keeills (kleine Kapelle) errichtet.
Das alte Pfarrhaus in Andreas war über Jahrhunderte das relevanteste Gebäude im Dorf. William Blundells A History of the Isle of Man (1648–1656) nimmt Bezug auf das Pfarrhaus während der Zeit von Bischof Samuel Rutter. Es steht heute unter Denkmalschutz.
Die Gemeinde war in der Vergangenheit hauptsächlich von der Landwirtschaft geprägt. In den letzten Jahren pendeln viele Einwohner des Dorfes täglich nach Ramsey oder Douglas.

### Zweiter Weltkrieg
Während des Zweiten Weltkriegs beherbergte die Royal Air Force Station Andreas mehrere Geschwader, darunter die 457 und 452 Squadrons der RAAF, 93 Squadron der RAF, eine Air Sea Rescue Squadron und die No.11 Air Gunnery School. Der Flugplatz war von 1941 bis 1946 in Betrieb und hatte drei Landebahnen. Seitdem wird er in begrenztem Umfang für landwirtschaftliche Leichtflugzeugaktivitäten und Segelflug genutzt. Auf dem Friedhof der St Andrew’s Church befinden sich außerdem 23 Kriegsgräber aus dem Zweiten Weltkrieg.

## Politik
Das Dorf hat keine eigene Gemeindeverwaltung, aber die Gemeinde Andreas wird von Gemeindebeauftragten beaufsichtigt, die für Aspekte wie öffentliche Parks und Freizeitanlagen, Straßenbeleuchtung und -reinigung, bestimmte Wohnungsangelegenheiten und lokale Straßen zuständig sind. Es wird verwaltet durch die meist im Dorf tagende Kommission des Parish Andreas.
Andreas liegt im Wahlbezirk für das House of Keys von Ayre & Michael.

## Infrastruktur
Die Straßen A9, A17, A19, B2, B3 und B14 laufen alle im Dorf zusammen. Die nächstgelegene Stadt, Ramsey, liegt 5 km südöstlich des Dorfes.
Das Dorf wird von dem Bus Vannin mit der Linie 17 und 20 angeschlossen und mit einem On-Demand-Service bedient.

## Bildung
Das Dorf hat eine Grundschule, die Andreas Primary School, die Kinder von 4 bis 11 Jahren aus einem weiten, aber abgegrenzten Gebiet aufnimmt. Einige werden mit einem von der Regierung gesponserten Bus gebracht. Ursprünglich wurde sie 1903 erbaut, das aktuelle Gebäude stammt aber hauptsächlich aus dem Jahr 1977. Das Schullogo zeigt ein Kreuz, das auf Wikinger-Kreuzplatten in der Dorfkirche basiert, ein Wikingerschiff, das auf einem lokalen Schiffsgrab in Knock y Doonee basiert, und dem Manx-Wappen.

## Sport und Kultur
Ayre United ist im Dorf ansässig. Der 1967 gegründete Verein spielt Fußball in der Isle of Man Football League und trägt seine Heimspiele auf den Andreas Playing Fields aus, wo er ein Clubhaus besitzt, das aus einem alten RAF-Gebäude vom Flugplatz Jurby entstanden ist. Sie waren der erste Verein auf der Insel, der eine Flutlichtanlage installierte. Sie gewannen den Manx FA Cup in der Saison 2002.
Es gibt ein Gemeindehaus, das 1939 gebaut wurde und in dem ein Jugendclub und das lokale Fraueninstitut untergebracht sind. Hier finden auch Feste, Ausstellungen und Sportarten wie Badminton und Boccia statt. Es gibt ein Pub/Restaurant im Dorf. Nachdem es Ende 2019 vorübergehend geschlossen worden war, hat es inzwischen wieder geöffnet.

## Religion
Die erste Kirche in der Umgebung war Cabbal Vaartyn (St. Martinskapelle), die auch als Keeil Colomb erwähnt wird, an der heutigen Straße zwischen Andreas und The Lhen. Nach der Bildung regulärer Pfarreien, zwischen 1270 und 1344, wurde eine Kirche in Andreas selbst gebaut, die dem Schutzpatron des Dorfes, St. Andreas, geweiht war.
Das heutige Gebäude, die St Andrew’s Church, wurde 1802 mit Steinen aus Sulby Glen erbaut und ist die anglikanische Pfarrkirche in der Church-of-England-Diözese von Sodor und Man. Ein ca. 37 m hoher Glockenturm wurde 1869 gebaut, während des Zweiten Weltkriegs aber in seiner Höhe reduziert und danach nie mehr in seiner ursprünglichen Höhe wiederhergestellt.
In der Gemeinde befindet sich auch die St Jude’s Chapel, die 1869 im romanischen Stil mit einem quadratischen Turm erbaut wurde. Im März 2005 übernahmen die „Friends of St Jude’s“ den Unterhalt der Kapelle und setzte sich erfolgreich gegen ihren Abriss ein. Sie wird nun für gelegentliche Gottesdienste wie Hochzeiten, Beerdigungen und Taufen genutzt.